# Xã Little River, Quận Poinsett, Arkansas
Xã Little River (tiếng Anh: Little River Township) là một xã thuộc quận Poinsett, tiểu bang Arkansas, Hoa Kỳ. Năm 2010, dân số của xã này là 3.779 người.